# Kats & Co
Kats en Co is een Nederlandse politieserie uit 1994. De serie werd in 1997 herhaald.
De afleveringen draaien om de Amsterdamse rechercheur Paul Kats en de Vlaamse rechercheur Harry Klein die elke aflevering een moord oplossen. De serie speelt zich af in Maastricht.

## Achtergrond
De verhalen zijn gebaseerd op de scenario's van de Duitse serie Derrick uit de jaren 70, geschreven door Herbert Reinecker die alle afleveringen van Derrick zelf schreef, deze zijn nooit voor die serie gebruikt doordat de zender ZDF deze te controversieel vond met onderwerpen als incest, alcoholisme en kindermishandeling. Verder speelt Derrick zich voornamelijk af in kringen van de deftige milieus, terwijl Kats en Co meer een dwarsdoorsnede is van de samenleving. De enige echte overeenkomst als knipoog is de naam van Harry Klein. Het personage is oorspronkelijk assistent, terwijl in Kats & Co hij evenals Paul Kats rechercheur is.
In eerste instantie was het de bedoeling dat Kees Brusse de hoofdrol zou vertolken. Hij had eerder in een serie van Reinecker meegedaan en begreep dat deze meer had liggen. Brusse zocht contact met de VARA, waar het een droom voor was de eerste Nederlandse krimi te produceren en uit te zenden, en liet weten dat Reinecker scripts had die in Duitsland niet konden worden verfilmd. VARA, MFP (Movies Film Production) en Ben Verbong sloegen de handen in een. Echter werd de vrouw van Brusse ziek, besloot voor haar te zorgen en liet de vertolking van Kats aan zich voorbijgaan.

### Productie
De opnames van de serie begon in juli 1991 met de aflevering De kleine Angela. In eerste instantie werden er zeven afleveringen gemaakt. Elke aflevering had een budget van 700.000 gulden. Dat was het dubbele bedrag van de eveneens Nederlandse televisieserie Medisch Centrum West. Volgens managing director Evert A. van den Bos moest dit de kwaliteit ten goede komen. Het Amsterdamse bedrijf Movies Film Production (MFP), die de serie realiseerde, produceerde eerder de films Schatjes! en De onfatsoenlijke vrouw. De eerste aflevering kwam tot stand dankzij financiële steun van het Stimuleringsfonds Nederlandse Omroepproducties.
Filmregisseur Ben Verbong adviseerde om de serie in Maastricht op te nemen. De autoriteiten daar en de provinciale overheid toonden maar weinig belangstelling. Er werd hierdoor overwogen om na de eerste opnames de serie in Noord-Holland en Utrecht op te nemen. Over de Maastrichtse politie waren de makers wel tevreden. Het was de bedoeling dat de serie vanaf oktober 1992 werd uitgezonden bij de VARA en BRT. Als de serie positief werd beoordeeld door de kijker werd de serie nog een aantal jaar doorgezet. Er waren plannen om de serie aan tv-omroepen in het buitenland te verkopen.
Echter na het opnemen van de eerste aflevering werd de productie voortijdig gestaakt, omdat het Stimuleringsfonds Nederlandse Omroepproducties het project na herhaald verzoek financieel niet meer wilde ondersteunen. Het geld kwam een jaar later, in april 1992, alsnog dankzij de medewerking van de verenigingsraad van de VARA. Ook co-procent BRTN zegde een hogere bijdrage toe. Een aflevering had nu een budget van 500.000 gulden. De opnames van de vijf andere afleveringen liepen van halverwege mei tot en met september 1992. Het was nu de bedoeling dat de serie vanaf 3 januari 1993 op televisie te zien was. In augustus 1992 werd de datum oktober 1993 genoemd als eerste uitzenddatum. Dit werd uiteindelijk 1 januari 1994, toen de aflevering Pas de deux werd uitgezonden.  
Door eindredacteur Joost de Wolf werd tijdens de productie al gesproken over een eventuele tweede seizoen. Er zijn in totaal negen scripts gekocht waarvan er zes zijn gebruikt. Die overige 3 scripts zijn nooit verfilmd en het is ook onbekend waar die over gingen. Volgens de Wolf was de intentie om Herbert Reinecker te vragen nieuwe thema's voor een vervolgserie aan te geven, maar was het ook de bedoeling om na de eerste reeks eigen scripts te schrijven. Er werd al gezocht naar nieuwe schrijvers, maar vooral naar budget om te produceren. Coen van Vrijberghe de Coningh gaf in februari 1994 aan dat hij de rol van Paul Kats wilde blijven spelen.

## Hoofdrollen
- Coen van Vrijberghe de Coningh : Paul Kats
- Ben Van Ostade : Harry Klein

## Afleveringen
Zie lijst van afleveringen van Kats & Co.

## Trivia
Door het feit dat Paul de Leeuw kort voor aanvang van de start van zijn kinderprogramma Muilen dicht besloot dat zijn programma niet goed genoeg voor uitzending bleek, werd zijn uitzending uitgesteld. Als gevolg daarvan werd de volledig ingeroosterde VARA-avond eveneens overboord gegooid en werd er een theaterregistratie van Youp van 't Hek uitgezonden. Hierdoor werd de zesde aflevering van Kats en Co eveneens pas 2 weken later dan gepland uitgezonden, op de oorspronkelijke datum dat de laatste aflevering zou zijn uitgezonden. Door de hierdoor ontstane fout in de uitzendschema's, was voor de allerlaatste aflevering pas plaats op het scherm op 24 september 1994.
Het is onbekend waar de overige drie scripts van Kats & Co over gingen. 